# Sitona
Sitona là một chi lớn bọ cánh cứng trong họ Curculionidae.

## Các loài tiêu biểu
- Sitona crinitus
- Sitona discoideus Gyllenhal
- Sitona fairmairei Allard, 1869
- Sitona lepidus Gyllenhal
- Sitona lineatus
- Sitona sulcifrons